# Phelles
 Phelles fut roi de Tyr de 889 à 880 av J.C.
Phelles ou Phellès vécut cinquante ans et règne huit mois (ou huit ans ? ) après avoir assassiné son frère Astharymos. Il est renversé à son tour par le prêtre d'Astarté Ithobaal qui fonde une nouvelle dynastie

## Sources
- Sabatino Moscati, Les Phéniciens, Paris, Arthème Fayard, coll. « Marabout Université », 1971, 278 p. (ISBN 2501003543)